# Convención Nacional Demócrata de 2011
La Convención Nacional Demócrata de 2011, en la cual los delegados del Partido Demócrata de los Estados Unidos eligieron los candidatos a Presidente de los Estados Unidos y Vicepresidente de los Estados Unidos, se celebró del 4 al 6 de septiembre de 2011, en Charlotte, Carolina del Norte, en el Time Warner Cable Arena.